# 債権管理回収業に関する特別措置法
債権管理回収業に関する特別措置法（さいけんかんりかいしゅうぎょうにかんするとくべつそちほう、平成10年10月16日法律第126号）は、債権管理回収業の規制に関する日本の法律である。略称はサービサー法など。
1998年10月16日に公布された。

## 概要
バブル崩壊後に大量に発生した不良債権を迅速に処理するために、民間企業の活力を利用することが本法の立法趣旨である。すなわち、立法目的は、特定金銭債権の処理につき、債権回収会社が業として特定金銭債権の管理・回収を可能とし、許可制度など必要な規制により業務の適正な運営の確保を図り、もって国民経済の健全な発展に資することにある（1条）。1998年に議員立法された。
弁護士法では、弁護士又は弁護士法人以外の者が、業として、委託を受け又は譲り受けて債権の回収を行うことは非弁活動・非弁提携として禁じている（弁護士法72条、73条）。しかし、不良債権の効率的な処理のためには債権回収の担い手が弁護士のみでは不足であることから、弁護士法の特例として民間業者に債権回収業を解禁するとともに、暴力団等の介入を排除するためにこれを許可制とすると共に様々な行為規制を置いたものである。

## 主務官庁
- 法務省大臣官房司法法制部審査監督課

連携
- 金融庁総合政策局リスク分析総括課 - 貸金業法を所掌
- 経済産業省商務情報政策局消費・流通政策課 - 割賦販売法を所掌
- 消費者庁消費者制度課
- 警察庁生活安全局生活安全企画課

## 構成
- 第一章 総則（1・2条）
- 第二章 許可等（3 - 10条）
- 第三章 業務（11 - 19条）
- 第四章 監督（20 - 25条）
- 第五章 雑則（26 - 32条）
- 第六章 罰則（33 - 37条）
- 附則

## 設立
サービサー（債権回収会社）とは特定金銭債権の管理及び回収を行う営業の許可を受けた株式会社をいう（2条2項、3項、3条）。「株式会社」とは日本法に準拠して設立された株式会社をいい、外国法人は債権管理回収業の許可を受けることはできない。

## 特定金銭債権
不良債権の処理を迅速に進めるという立法趣旨から、サービサーが取り扱うことができるとされている債権（特定金銭債権）は一定の範囲に限定されている。具体的には以下の通りである（2条1項各号）。
1. 金融機関等が有する貸付債権（2条1項1号）：ここでいう「金融機関等」には、銀行、信金、農協、漁協、保険会社、貸金業者などが含まれる。貸金業者が含まれたのは平成13年改正によってであるが、これによりキャッシング債権も特定金銭債権に含まれることとなった。
2. 金融機関等が有していた貸付債権（2条1項2号）：転々譲渡の過程で一時的に金融機関に帰属していた債権をいう。
3. 1.2.の貸付債権に関わる担保権の目的となっている金銭債権（2条1項3号）：「担保権」とは質権や譲渡担保権などの物的担保をいう。
4. 一定のリース・クレジット債権（2条1項4号ないし7号の2）：たとえば、クレジットカードを利用する割賦購入斡旋契約に基づく債権がこれにあたる。
5. 資産流動化法2条1項に規定する特定資産である金銭債権（2条1項8号）：資産流動化・証券化スキームに基づく金銭債権をいう。
6. 金銭債権であって、これを信託する信託受益権が資産流動化法に規定する特定資産であるもの（2条1項10号）：金銭債権を信託譲渡し、信託受益権を特定目的会社に譲渡して流動化・証券化するスキームにおける、当該金銭債権をいう。
7. 特定資産の管理・処分により生ずる金銭債権（特定目的会社又は受託信託会社等が有するものに限る）（2条1項11号）：例えば、特定目的会社の保有する賃貸マンションが証券化された場合に、その賃貸マンションの賃料収入をいう。
8. SPV（特定目的会社）が流動化資産として有する金銭債権（2条1項12号）：資産流動化法上の特定目的会社ではなく、SPVを利用する場合も、特定目的会社を利用する場合に準じて扱えるようにしたものである。
9. 金銭債権であって、これを信託する信託受益権が流動化資産であるもの（2条1項13号）：2項1項10号の規定をSPVにも適用できるようにしたものである。
10. 流動化資産の管理・処分により生ずる金銭債権（SPVが有するものに限る）（2条1項14号）：2項1項11号の規定をSPVにも適用できるようにしたものである。
11. ファクタリング業者が業として事業者から買い取った金銭債権（2条1項15号）：ファクタリング業者は事業者から売掛債権を買い取ることにより資金を供給する機能を担っているので、立法趣旨に適うものとして特定金銭債権に加えられた。なお、ファクタリング業者は売掛債権の保証を行うことも多いが、この保証債務の履行による求償権は特定金銭債権に含まれない。
12. 倒産手続中の者が有する金銭債権（2条1項16号）：破綻した企業が保有している金銭債権については換価処分が必要になるが、これが遅延することは社会経済全体にとって不利益である。このような金銭債権をサービサーが回収することは、不良債権の迅速処理という立法趣旨にも適うものであるため、特定金銭債権に加えられた。
13. 倒産手続中の者が第三者に譲渡した金銭債権（2条1項17号）
14. 特定調停法に規定する特定債務者が特定調停成立日又は裁判所の調停に変わる決定の確定日に有していた金銭債権（2条1項18号）：特定調停手続は経済的に破綻するおそれのある者の更生を目的とした手続であることから、立法趣旨に適うものとして特定金銭債権に加えられた。特定調停手続では破産や会社更生、民事再生とは異なり、裁判所による手続開始決定というプロセスを経ないことから、特定調停の成立日を基準日とすることとされた。
15. 手形交換所による取引停止処分を受けた者がその処分を受けた日に有していた金銭債権（2条1項19号）：手形交換所による取引停止処分も経済的な破綻を意味するため、破綻処理の迅速化という立法趣旨に適うものとして特定金銭債権に加えられた。
16. 1.から15.までの債権を担保する保証契約に基づく保証債権（2条1項20号）
17. 信用保証協会等が16.の債務を履行した場合に取得する求償権（2条1項21号）
18. 1.から17.までの金銭債権に類し又は密接に関連するものとして政令で定めるもの

特定金銭債権にあたらないものとして、一般的な売掛代金債権や請負代金債権などが挙げられる。これらは流動化対象資産（2条1項8号、12号）になっていたり、ファクタリング業者が買い取ったものであったり（2条1項15号）、倒産手続中の者が保有している場合（2条1項16号）にあたらない限り、特定金銭債権にはならない。
また、貸付債権（2条1項1号）については、主体が限定されており、例えば貸金業者でない個人が貸し付けた貸金債権などはこれにあたらないことになる。

## 行為規制
債権回収業務の性質上、債務者保護の観点から様々な行為規制が置かれている。

### 受取証書の交付義務（15条1項）
民法468条が受取証書の交付請求権を定めているのに対し、さらに一歩進んでそれをサービサーの義務として規定したものである。
受取証書の記載事項については規則9条に詳細な規定がおかれている。

### 債権証書の返還義務（16条）
民法467条が債権証書の返還請求権を定めているのに対し、これをサービサーの義務として規定したものである。

### 威迫等の禁止（17条1項）
サービサーの業務従事者は、その業務を行うに当たり、人を威迫し又はその私生活若しくは業務の平穏を害するような言動により相手を困惑させてはならない。
ここで「威迫」とは、脅迫に至らない害悪の告知等により相手方に不安の念を生じさせることいい、たとえば、以下の行為がそれにあたる（「債権回収会社の審査・監督に関する事務ガイドライン」。以下、「ガイドライン」と略記。）。
- 暴力的な態度をとること。
- 大声を上げたり、乱暴な言葉を使ったりすること。
- 多人数で債務者の自宅等に押し掛け、又は債務者等を債権回収会社に呼び出し、大勢で取り囲んで面談すること。

「私生活若しくは業務の平穏を害する言動」とは、社会通念上私生活や業務の平穏を害するに足りる言動をなす事をいう。

### 商号・氏名等の明示義務（17条2項）
サービサーの業務従事者は、相手方の請求を受けた場合に、サービサーの商号や自己の氏名等を明示しなければならない。

### 身分証携帯義務（規則11条）
サービサーの業務従事者は、一定の事項を記載した身分証を携帯しなければならない。

### 暴力団員等の使用の禁止（18条1項）
サービサーは暴力団員等を業務に従事させ、又は業務の補助者として使用することが禁止されている。

### 広告に関する規制（18条2項）
サービサーは、その業務に関して広告をするときは、一定の事項に関して、著しく事実に相違する表示をし、又は著しく人を誤認させるような表示をしてはならない。
ここで、「著しく事実に相違する表示をし、又は著しく人を誤認させるような表示」とは、例えば以下のようなことをいう（ガイドライン3-2(6)）。
- 取り扱っていない（又は取り扱えない）債権であるのに、あたかも取り扱っている（又は取り扱える）かのような虚偽の広告をすること。
- 顧客を誘引するために、自社が同業他社よりも受託手数料が著しく低額であり、また、譲り受け代金が著しく高額であるなどと事実に反して人を誤認させるような広告をすること。
- 顧客を誘引するために、自社が同業他社よりも著しく資力があり、若しくは著しく信用があるかのような広告をする場合や、自社よりも同業他社が著しく資力がなく、若しくは著しく信用ながないかのような広告をすること。
- 兼業承認を受けていない業務について、あたかも承認を受けて行っているかのような広告をすること。
- 事実に反して、債権管理回収業の実績、内容又は方法が同業他社よりも著しく優れているかのような広告をすること。

### 白紙委任状を取得することの禁止（18条3項）
サービサーは、債権回収を行うに当たり、債務者等との間で執行認諾文言付公正証書を作成することが考えられる。その場合、執行認諾文言付公正証書を得る目的で債務者等から委任状を取得することがありうるが、その際白紙委任状を取得することを許すと、サービサーが後日、白紙委任状に委任事項と異なる内容を記入して不正に使用する危険がある。そこでこのような危険を避けるため、委任状に記載すべき事項に関する規制が置かれている。

### 偽りその他不正の手段を用いることの禁止（18条4項）
「偽りその他不正の手段」を用いるとは、債権者の保護に欠け、又は債権の管理・回収の適正を害するような偽計その他の工作を行うことをいい、例えば、以下のようなことなどをいう（ガイドライン3-2(7)）。
- 債権の回収に当たり、弁済受領権限、残存債務額等を偽ること。
- 債権の回収に当たり、債務者が有する正当な抗弁（消滅時効の援用等）について、これが存在せず、又は、行使できないかのような言辞を弄すること。

### 利息制限法との関係（18条5項）
平成13年改正までは、利息制限法の制限額を超える利息・賠償額の約定がされている特定金銭債権に関してはそもそもその履行を請求することが禁止されていた。平成13年改正によってこの点が改められ、利息制限法の制限額を越える利息・賠償額の支払いを要求することが禁止され、元本、および利息制限法上の制限利息に引き直した利息・賠償額については請求が認められるようになった。
なお、この引き直しの計算は債権の発生時点にまで遡る必要がある（ガイドライン3-2(8)）。

### 借入等の手段による弁済資金の調達を要求することの禁止（18条6項）
サービサーは債務者等に対し、貸金業者からの借り入れ等の方法により弁済資金を調達することをみだりに要求してはならない。これは、結果的に債務者等の経済状態を悪化させるのを防止するためである。

### 親族等にみだりに弁済を要求することの禁止（18条7項）
サービサーは、債務者の親族等に、債務者に代わって債務を弁済することをみだりに要求してはならない。

### 法的手段に移行した場合の弁済要求等の禁止（18条8項）
サービサーは、債務者等が債務の処理を弁護士等に委託し、その旨の通知があった場合には、債務者に対して弁済要求することが禁止される。

### 分別保管義務（18条9項、規則14条1項）
サービサーは、委託者のために収受した弁済金とサービサーの財産とを明確に区別して保管しなければならない。

### 信用情報の目的外使用の禁止（18条9項、規則14条2項）
サービサーは、業務上の用途以外の用途に使用するために、債務者等の信用情報を収集し、又は収集した信用情報を業務上の用途以外の用途に使用してはならない。

### 標識の掲示義務（18条9項、規則14条3項）
サービサーはその営業所ごとに、法定の様式により作成した標識を公衆の見やすい場所に掲示しなければならない。
「公衆の見やすい場所」とは、営業所の内であるか外であるかは問題とせず、債権回収会社の営業所を訪れた一般人が容易に視認できるような場所に掲示がされていることをいう（ガイドライン3-2(11)）。

### 債権の管理又は回収の委託先の制限（19条1項）
サービサーは、債権の管理又は回収を他のサービサー又は弁護士（弁護士法人に）以外の者に委託してはならない。

### 債権を暴力団員等に譲渡することの禁止（19条2項）
サービサーは、債権譲渡の相手方が以下の者であることを知り、又は知ることができるときは、当該債権譲渡をしてはならない。
1. 暴力団員等
2. 暴力団員等がその運営を支配する法人その他の団体、又は当該法人その他の団体の構成員
3. 当該債権の管理又は回収に当たり、17条1項若しくは18条の規定に違反し、又は刑法若しくは暴力行為等処罰に関する法律の罪を犯すおそれが明らかである者

### 規制されていない事項
取立手数料や譲受代金の額に関する規制は置かれていない。これは、債権の譲渡人（原債権者）は専門知識を有する金融機関等であることが通常だからである。

## 法定帳簿
債権回収会社は、その業務に関する以下の帳簿書類を作成、保存しなければならない（20条、規則15条1項）
1. 債務者ごとの債権回収状況に関する明細表で、債権の内容及び弁済状況を記録したもの（債権回収明細表）
2. 取扱債権に関わる当該委託又は譲受の契約内容、取扱債権の内容及び担保に関する状況並びに管理又は回収状況を記録したもの（債権管理台帳）
3. 取扱債権に関し、債権回収会社が訴訟、調停、和解、強制執行、担保権の実行その他の手続の当事者となった場合、その概要及び結果を記録したもの（訴訟等記録簿）
4. 取扱債権に関し、債務者等との交渉の経過を記録したもの（交渉記録簿）
5. 受取証書（15条）の写しつづり
6. 債権証書の入手状況及び返還状況を記録したもの（債券証書入手状況記録簿）
7. 請求額等記録簿
8. 請求額等記録簿関係資料つづり